# Lorenz Peters

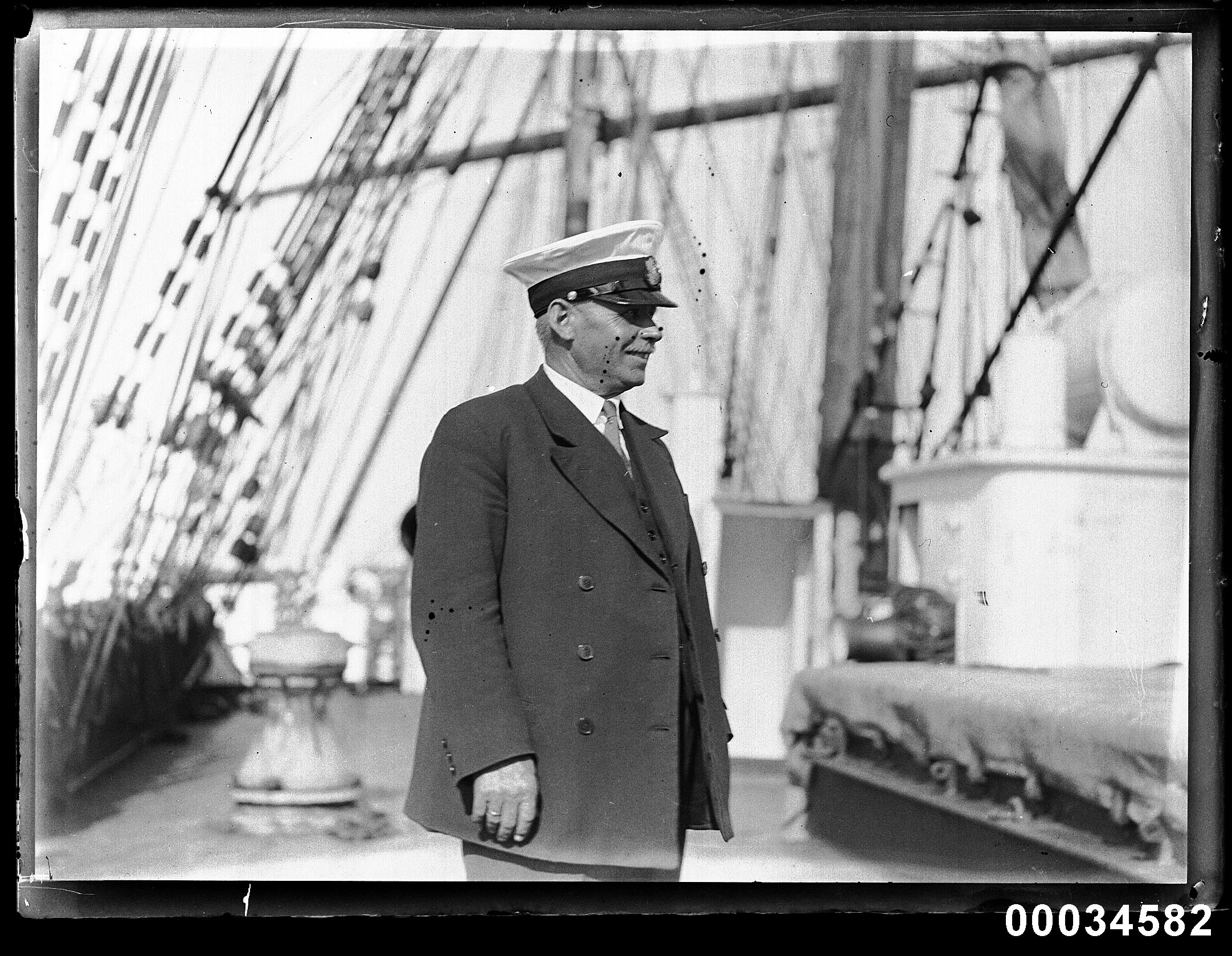
Kapitän Lorenz Peters

Lorenz Peters (* 23. März 1878 in Tönning; † 27. Oktober 1959) war ein deutscher Windjammer-Kapitän der Bremer Reederei F. A. Vinnen & Co. und Kap Hoornier.

## Herkunft
Lorenz Peters wurde am 23. März 1878 in Tönning geboren, begann nach dem Schulbesuch den Seemannsberuf am 8. März 1893 als Schiffsjunge auf der Galiot Margaretha aus Rendsburg.

## Maritime Laufbahn
Kap-Horn-Umrundungen:
- 1894–1897 als Leichtmatrose auf der Bark Pirat[2], Reederei F. Laeisz unter Kapitän August Teschner und Carl Victor Jessen (6 × Chile)
- 1897–1898 als Matrose auf der Fünfmast-Bark Potosi[3], Reederei F. Laeisz unter Kapitän Robert Hilgendorf (4 × Chile)
- 1898–1900 als Matrose auf dem Vollschiff Pampa[4], Reederei F. Laeisz unter Kapitän J. Jensen und Carl Prützmann (5 × Chile – San Francisco)

1900 besuchte er die Seefahrtsschule in Hamburg und machte das Patent zum Seesteuermann auf Großer Fahrt.
- 1901–1903 als 3. und 2. Offizier auf der Viermast-Bark Edmund, Reederei G. J. H. Siemers & Co. (4 × Chile)

1903 erwarb Peters das Patent zum Kapitän auf Großer Fahrt in Hamburg.
- 1904–1908 als I. Offz. auf dem Vollschiff Alsterthal, Reederei Aktiengesellschaft „Alster“, Hamburg (11 × Chile-Australien).
- 1908–1912 als Kapitän auf dem Vollschiff Alsterthal (8 × Chile).
- 1913–1914 als Kapitän auf der Viermast-Bark Magdalene Vinnen ex. Dunstaffnage(1892)[5], Reederei F. A. Vinnen & Co., Bremen (1 × Chile).
- 1914 Internierung in Talcahuano, Chile

Nach Beendigung des Ersten Weltkrieges führte er für die Reederei F. A. Vinnen & Co. die Bauaufsicht der neuen Viermast-Bark Magdalene Vinnen auf der Fried. Krupp Germaniawerft in Kiel und hatte die Führung dieses Schiffes ab der Indienststellung 1921.
- 1921–1936 Jungfernfahrt als Kapitän auf der neuen Viermast-Bark Magdalene Vinnen (14 × Chile-Australien)

Bis 1936 fuhr Peters ausschließlich auf Segelschiffen und passierte auf diesen 53-mal das Kap Horn und mehrere Male das Kap der Guten Hoffnung, ohne dort jemals eine Havarie zu haben.
Die Reederei verkaufte sein Schiff 1936 an die Norddeutsche Lloyd in Bremen, die sie in ein Schulschiff umbaute und umbenannte in Kommodore Johnsen.
Danach führte Peters noch verschiedene Schiffe der Vinnen-Reederei, seit 1939 die dritte Magdalene Vinnen, erstmals ein Dampfer in seiner ganzen Fahrenszeit.
Er war seit dem 18. Januar 1958 Mitglied der Seefahrervereinigung Internationale Bruderschaft der Kaphoorniers.
1959 erfolgte die Verleihung der Cap Horniers-Médaille „Pour le Mérite“.